# Renier de Chaumont
Renier de Chaumont possède le titre de seigneur de Chaumont vers 1144.

## Biographie
C'est peut-être le fils d’Hugues II de Chaumont.
De son épouse Marguerite il aura deux filles :
- Clémence, qui épousera Rénier de Marac ;
- Émeline, qui épousera Milon.

... il parait que ce seigneur ne fut pas aussi bienveillant envers Molesme que ses ancêtres, et qu'il chercha à rentrer en possession du domaine de Montsaon, exerçant toutes sortes d'exactions et de violences sur les vassaux de l'abbaye, au point que le comte de Champagne se vit contraint de prendre le pauvre village sous sa protection. Il est même probable que Renier fut frappé d'excommunication, car sa femme se retira dans un monastère (Poulangy) dont elle devint abbesse."

## La deuxième Croisade
"... mais le seigneur de Chaumont s'amenda et, en 1144, sur la prière de saint Bernard, au moment de partir pour la Terre sainte, sans doute pour obtenir par ce pieux pèlerinage le pardon pour ses fautes, il avoua ses torts par acte authentique, renonça à ses prétentions et donna à Molesme plusieurs familles qu'il possédait encore à Montsaon, avec les femmes et les enfants. Cet acte fut approuvé par le Pape Eugène III, l'année suivante."

## Divers
"Renier fut appelé à Nogent (Haute-Marne) en 1161 pour juger avec Gui, seigneur du lieu, un différend qui s'était élevé entre l'abbé de Lacrête et le chevalier Hugues de Bologne".
"...il est encore fait mention de lui dans d'autres chartes et il a donné à la Cathédrale Saint-Mammès de Langres 20 sous de rente pour son anniversaire. Cette église le place au rang de ses bienfaiteurs, à la date du 24 aout."